# Courpalay
Courpalay – miejscowość i gmina we Francji, w regionie Île-de-France, w departamencie Sekwana i Marna.  Nazwa miejscowości oznacza "dwór Paladiusza".
Według danych na rok 1990 gminę zamieszkiwało 1135 osób, a gęstość zaludnienia wynosiła 78 osób/km² (wśród 1287 gmin regionu Île-de-France Courpalay plasuje się na 601. miejscu pod względem liczby ludności, natomiast pod względem powierzchni na miejscu 180.).